# Molophilus alatostylus
Molophilus alatostylus är en tvåvingeart som beskrevs av Hynes 1988. Molophilus alatostylus ingår i släktet Molophilus och familjen småharkrankar. Inga underarter finns listade i Catalogue of Life.